# All the Stuff (And More!) Volume 1
| Recensione | Giudizio |
| ---------- | -------- |
| AllMusic   | [ 1 ]    |

All the Stuff (And More!) Volume 1 è una raccolta antologica del gruppo musicale statunitense Ramones, pubblicata nel maggio 1990.

## Descrizione
la raccolta include i primi due album, Ramones e Leave Home, con l'eccezione del brano Carbona Not Glue, originalmente nell'album Leave Home, ma tolta poco dopo in seguito alle pressioni della Carbona Company.
Sono incluse anche molte tracce bonus e le versioni demo di I Don't Wanna Be Learned/I Don't Wanna Be Tamed e I Can't Be. Sheena Is a Punk Rocker qui rimpiazza Carbona Not Glue presente nell'ultima versione di Leave Home. Babysitter, originalmente il b-side di Do You Wanna Dance?, era il primo rimpiazzo di Carbona Not Glue. Le ultime due tracce, California Sun e I Don't Wanna Walk Around With You, sono dei registrate dal vivo.

## Tracce
Testi e musiche di Ramones, eccetto ove indicato.
1. Blitzkrieg Bop – 2:12 (Tommy Ramone, Dee Dee Ramone)
2. Beat on the Brat – 2:31 (Joey Ramone)
3. Judy Is a Punk – 1:30 (Joey Ramone)
4. I Wanna Be Your Boyfriend – 2:15 (Tommy Ramone)
5. Chain Saw – 1:55 (Joey Ramone)
6. Now I Wanna Sniff Some Glue – 1:35 (Dee Dee Ramone)
7. I Don't Wanna Go Down to the Basement – 3:37 (Dee Dee Ramone, Johnny Ramone)
8. Loudmouth – 2:14 (Dee Dee Ramone/Johnny Ramone)
9. Havana Affair – 1:56 (Dee Dee Ramone, Johnny Ramone)
10. Listen to My Heart – 1:57
11. 53rd & 3rd – 2:21 (Dee Dee Ramone)
12. Let's Dance – 1:52 (Jimmy Lee)
13. I Don't Wanna Walk Around With You – 1:43 (Dee Dee Ramone)
14. Today Your Love, Tomorrow the World – 2:10 (Dee Dee Ramone)
15. I Don't Wanna Be Learned / I Don't Wanna Be Tamed – 1:03 (Joey Ramone)
16. I Can't Be – 1:51 (Joey Ramone)
17. Glad to See You Go – 2:10 (testo: Dee Dee Ramone – musica: Joey Ramone)
18. Gimme Gimme Shock Treatment – 1:40
19. I Remember You – 2:18
20. Oh Oh I Love Her So – 2:03
21. Sheena Is a Punk Rocker – 2:44 (Joey Ramone)
22. Suzy Is a Headbanger – 2:10
23. Pinhead – 2:43
24. Now I Wanna Be a Good Boy – 2:12
25. Swallow My Pride – 2:05 (Joey Ramone)
26. What's Your Game – 2:34
27. California Sun – 2:03 (Henry Glover, Morris Levy)
28. Commando – 1:51
29. You're Gonna Kill That Girl – 2:38
30. You Should Never Have Opened That Door – 1:55
31. Babysitter – 2:45
32. California Sun (live) – 1:45 (Henry Glover, Morris Levy)
33. I Don't Wanna Walk Around With You – 1:35 (Dee Dee Ramone)

## Formazione
- Joey Ramone - voce
- Johnny Ramone - chitarra
- Dee Dee Ramone - basso e voce d'accompagnamento
- Tommy Ramone - batteria